# Ostrówek (Powiat Wieluński)
Ostrówek (deutsch Ostrowek, 1943–1945 Eiland) ist ein Dorf und Sitz der gleichnamigen Gemeinde im Powiat Wieluński der Woiwodschaft Łódź, Polen.

## Gemeinde
Zur Landgemeinde (gmina wiejska) Ostrówek gehören 13 Ortsteile mit einem Schulzenamt (sołectwo):
Bolków (1943–1945 Bolkow)
Dębiec (1943–1945 Eichdamm)
Dymek (1943–1945 Erdrauch)
Janów (1943–1945 Jänner)
Milejów (1943–1945 Meilendorf)
Niemierzyn (1943–1945 Nimmersatt)
Nietuszyna (1943–1945 Neutusch)
Okalew (1943–1945 Kahlfeld)
Ostrówek (1943–1945 Eiland)
Rudlice (1943–1945 Erzfeld)
Skrzynno (1943–1945 Senkfeld)
Wielgie (1943–1945 Weitfeld)
Wola Rudlicka
Weitere Ortschaften der Gemeinde sind:
Dębiec-Kolonia
Górne
Gwizdałki (1943–1945 Pfeiffendorf)
Jackowskie
Kopiec (1943–1945 Hügelland)
Koźlin (1943–1945 Koslin)
Kuźnica (1943–1945 Hammer)
Marynka
Oleśnica
Piskornik
Raczyńskie
Staropole (1943–1945 Altfeld)
Ugoda-Niemierzyn